# Monumento a Ernesto Teodoro Moneta
Il monumento a Ernesto Teodoro Moneta è una scultura in marmo di Carrara posta nei giardini pubblici di Milano.

## Descrizione
La statua di Ernesto Teodoro Moneta fu realizzata nel 1920 da Tullio Brianzi che la donò alla Società per la pace e la giustizia internazionale; fu possibile collocarla nei giardini pubblici solo nel 1924.
L'inaugurazione era prevista per il 19 giugno 1924, ma a seguito dell'uccisione di Giacomo Matteotti si stabilì un rinvio al 29 giugno.
Sul fronte la scritta dettata dal deputato Pietro Bellotti: «Ernesto Teodoro Moneta / garibaldino / pensatore pubblicista / apostolo della pace / fra libere genti».
Il monumento fu rimosso nel 1937 in seguito allo scioglimento della Società per la pace, ma fu riposizionato dopo la Seconda guerra mondiale con il ripristino dell'associazione.